# Muret (Avairon)
Muret del Castèl (en francès Muret-le-Château) és un municipi francès situat al departament de l'Avairon i a la regió d'Occitània. Limita amb els municipis de Villecomtal, Mondalazac. Salles-la-Source, Rodelle i Mouret.

## Demografia
| 1962                                       | 1968 | 1975 | 1982 | 1990 | 1999 | 2006 | 2007 |
| ------------------------------------------ | ---- | ---- | ---- | ---- | ---- | ---- | ---- |
| 294                                        | 260  | 207  | 208  | 263  | 272  | 280  | 298  |
| Des de 1962: població sense dobles comptes |      |      |      |      |      |      |      |

## Administració
| Període | Identitat          | Partit |
| ------- | ------------------ | ------ |
| 2001-   | Jacques Hourdequin |        |